# 西扎之战 (1111年)
35°16′00″N 36°34′01″E / 35.266707°N 36.566952°E
西扎之战发生于1111年，是十字军领袖鲍德温一世为阻止摩蘇爾總督马杜德入侵，而在西扎与塞尔柱军队所發動的一次战争。在此战中，十字军成功保卫住了自己的城池不被攻陷，却在战后没有反击。

## 背景
自1110年至1115年，塞爾柱帝國蘇丹穆罕默德一世每年都嘗試入侵十字军国家。他在1110年对埃德萨伯国的进攻以失敗告終，因此他在阿勒颇市民及拜占庭帝国的刺激下，于1111年向叙利亚北部的法兰克人进击。穆罕默德指派摩苏尔总督马杜德为军队指挥官，麾下包括了苏克曼、波尔苏克及其他多位酋长的联军。
当穆斯林军队抵达后，来自埃德萨伯国的军队由于人数过少，不得不撤退至两座城镇内，依城而守。尽管塞尔柱军队经过拉丁城邦时並未伤害百姓，这并没有使得埃德萨和托贝索转变印象。而被阻拦的塞尔柱军队便转移至阿勒颇，在那里与托特金所率部队会合。阿勒颇大部分市民对塞尔柱军队持友好态度，但是其统治者拉德温拒绝迎接塞尔柱军队入城。他认为这些属于苏丹的军队是对他统治权的一个威胁。
此時，波尔苏克和苏克曼都生了重病，他们因此决定撤军。波尔苏克在回去的途中便病死了，急于接收他的领土的另一名酋长阿哈马迪尔也随之退出了联军。
与此同时，坦克里德已经召集了安条克的军队，并驻扎在安条克城南部五十公里的一座城堡。西扎的统治者因而向马杜德发出了求援信，于是马杜德率军向西南方向进军一百二十公里，并在城镇外扎营。
另一方面，在坦克里德的求助下，鲍德温一世率领他和贝特朗伯爵的军队前去支援。鲍德温一世的军队在鲁吉亚与联军会合，他们共同进发至阿帕梅亚（今迪纳尔），随后再向西扎城外的穆斯林军队进击。

## 战争过程
马杜德的军队使用了其常用的骚扰战术，他们切断了敌军的后勤路线，也预防了他们从奥龙特斯河汲取水源。但是耶路撒冷方面军并没有被激怒，他们组成了一个更密集的阵列。直到土耳其的弓骑兵过于接近其军阵时，他们才发动了攻击，迫使敌军退军。此后双方的军队展开了持续的小型遭遇战，塞尔柱军队无法阻拦鲍德温军队的进击。
尽管鲍德温所部扎营到了西扎附近，他们在两个星期后因土耳其切断了他们的后勤而不得不撤退至阿帕梅亚。在撤退途中，鲍德温所部遭受了塞尔柱军队的袭扰，他们依旧没有因此便使得战斗升温。而马杜德手下的战士此时因为多次失败的劫掠而军心涣散，转而自行回家了。
后来的外交官烏薩馬·伊本·穆奇德时年16岁，他也参与了此次战争，他后来将这场战争记录在了他的自传Kitab al-I'tibar中。

## 结果
这场战争未分胜负，鲍德温一世成功抵御安条克不遭袭扰，十字军治下的城镇也没有在此战中被塞尔柱军队所侵占。
此战过后，叙利亚北部直到1115年才发生新的大型战争。

### 脚注
1. ↑  Byzantium and the Crusades By Jonathan Harris, pg. 84
2. ↑  Smail, p 142

### 书目
- Smail, R. C. Crusading Warfare 1097-1193. New York: Barnes & Noble Books, (1956) 1995. ISBN 1-56619-769-4